# Ingvar Carlsson (Rallyefahrer)

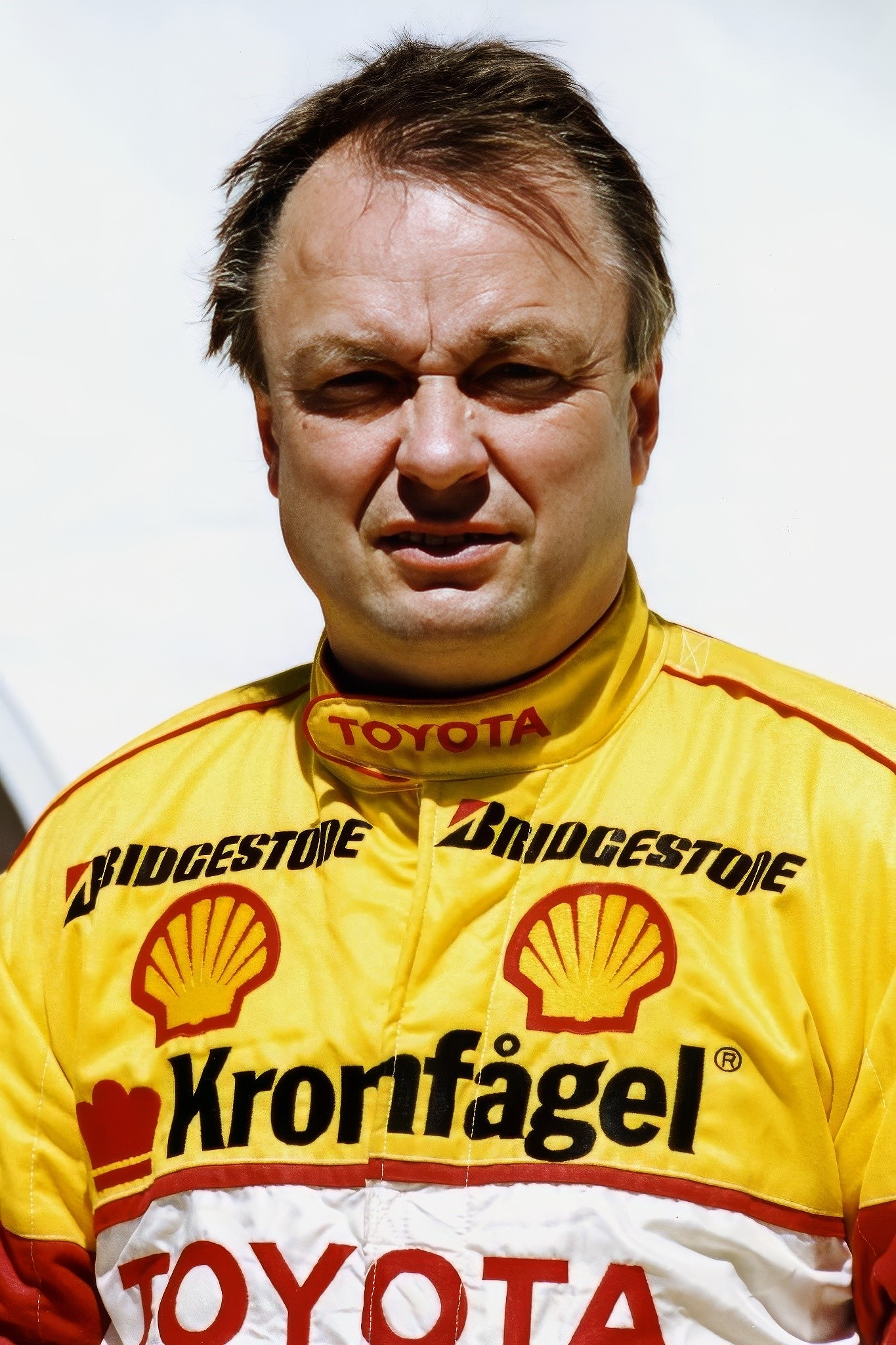
Ingvar Carlsson 1995

Ingvar Carlsson (* 2. April 1947 in Nyköping; † 28. Oktober 2009 ebenda) war ein schwedischer Rallye- und Rennfahrer.

## Karriere
Carlsson bestritt 1968 seine erste Rallye und nahm zwischen 1974 und 1994 an insgesamt 42 Läufen zur Rallye-Weltmeisterschaft (WRC) teil. Dabei konnte er 1989 mit einem Mazda 323 4WD der Gruppe A sowohl die Rallye Schweden als auch die Rallye Neuseeland gewinnen, womit er die bedeutendsten Erfolge seiner Motorsport-Karriere markierte. Bei beiden Rallyes war sein Kopilot der Schwede Per Carlsson, der mit ihm allerdings nicht verwandt oder verschwägert war. Darüber hinaus sicherte sich das Mazda-Team bereits 1988 den Gesamtsieg bei der Rallye Australien, die in diesem Jahr allerdings noch keinen Rallye-WM-Status hatte.
1995 und 1996 nahm Ingvar Carlsson an der FIA-Rallycross-Europameisterschaft teil. In seiner ersten vollen EM-Saison formte er zusammen mit dem vierfachen Olympiasieger Gunde Svan ein Team (Christer Bohlin Motorsport), beide Fahrer pilotierten jeweils einen Toyota Celica 4WD der Gruppe N. Während Svan am Ende den dritten Rang in der Meisterschaft 1995 belegte, wurde Carlsson Fünfter. Im Jahr darauf hatte der ehemalige Skilangläufer seine Rallycross-Aktivitäten beendet und Carlsson wurde Vierter der EM-Serie, bevor er sich nach einem Gesamtsieg beim Endlauf auf dem Estering in Buxtehude ebenfalls aus der Rallycross-Szene zurückzog.
Nach Carlsson benannte sich der deutsche Autotuner Carlsson Autotechnik, für den er auch als Berater tätig war.

## Statistik

### Einzelergebnisse in der Sportwagen-Weltmeisterschaft
| Saison | Team       | Rennwagen | 1   | 2   | 3   | 4   | 5   | 6   | 7   | 8   | 9   | 10  | 11  | 12  | 13  |
| ------ | ---------- | --------- | --- | --- | --- | --- | --- | --- | --- | --- | --- | --- | --- | --- | --- |
| 1978   | BMW Sweden | BMW 320   | DAY | SEB | MUG | TAL | DIJ | SIL | NÜR | LEM | MIS | DAY | WAT | VAL | ROD |
| 1978   | BMW Sweden | BMW 320   |     |     |     |     | 4   | DNF |     |     | DNF |     |     |     |     |